# 溫斯頓鎮區 (北卡羅萊納州福賽斯縣)
溫斯頓鎮區（英語：Winston Township）是位於美國北卡羅萊納州福賽斯縣的一個鎮區。此鎮區與城市溫斯頓-撒冷完全同域，鎮區面積亦隨溫斯頓-撒冷擴展而增加，鄰近鎮區的面積亦因而減少。

## 地方資料
溫斯頓鎮區的面積為348.98平方千米，當中陸地面積為345.84平方千米，而水域面積為3.14平方千米。根據2020年美國人口普查的數據，當地共有人口249545人，而人口密度為每平方千米715.07人。